# Gerald Shapiro
Ne pas confondre avec Gerald Shapiro (1942-), un compositeur américain.
Pour les articles homonymes, voir Shapiro.
Œuvres principales
- Les Mauvais Juifs

Gerald Shapiro, né le 23 août 1950 à Kansas City dans le Missouri et mort le 15 octobre 2011  à Lincoln dans le Nebraska, est un écrivain américain.

## Œuvres

### Romans courts
- Un schmock à Babylone, suivi de: Une boîte de cendres, Albin Michel, 2003 ((en) Little Men: Novellas and Stories, 2004)

### Recueils de nouvelles
- (en) From Hunger: Stories, 1993
- Les Mauvais Juifs, Albin Michel, 2001 ((en) Bad Jews and Other Stories, 1999)[2]